# Lợn Enviro
Lợn Enviropig hay gọi là heo môi trường hay còn gọi là lợn biến đổi gen là nhãn hiệu cho dòng lợn Yorkshire đã bị biến đổi gen với khả năng tiêu hóa phosphor thực vật hiệu quả hơn so với lợn chăn nuôi không biến đổi thông thường được phát triển tại Đại học Guelph. Lợi ích của Enviropig nếu thương mại hóa bao gồm giảm chi phí thức ăn và giảm ô nhiễm phosphor so với việc nuôi lợn bằng các giống lợn thông thường. Các chuyên gia Canada tin giống lợn Enviropig của họ sẽ là loại gia súc biến đổi gien đầu tiên có mặt trên thị trường thực phẩm thế giới.

## Tổng quan
Cũng như tất cả sinh vật, lợn cần chế độ ăn giàu phosphorus để làm chắc xương, răng và củng cố thành tế bào. Thức ăn chủ yếu của lợn là ngũ cốc, vốn chứa một loại phosphorus mà chúng không thể tiêu hóa. Do đó, hầu hết những người chăn nuôi phải bổ sung vào thức ăn của chúng men phytase để làm cho phosphorus có trong thức ăn của lợn trở nên dễ tiêu hóa. Tuy nhiên, men phytase không thể phân hủy hết phosphorus nên dư lượng phosphorus bị bài tiết khỏi cơ thể theo đường phân. Phân lợn chứa nhiều phosphorus có thể xâm nhập nguồn nước sông hồ và kích thích tảo sinh sôi, gây tác hại nghiêm trọng đến đời sống thủy sinh và tạo ra những "vùng nước chết" khiến cá không thể sống được.
Kông có enzyme phytase thì phytate không chuyển hóa trong quá trình trao đổi chất của cơ thể mà tất cả tế bào của heo đều cần đến phospho để tạo ra AND và các màng tế bào vận chuyển năng lượng, nhưng cơ thể lại không tiêu hóa phytate có trong các loại thực phẩm dạng hạt như bắp, đậu nành, ngoài ra heo còn bài tiết hầu như toàn bộ phospho mà nó ăn vào do bổ sung thêm vào trong quá trình chăn nuôi, khi thải ra môi trường làm cho dòng chảy vào sông và suối, phosphate dư thừa từ phân, gây ra hiện tượng phú dưỡng của hệ sinh thái, do đó xuất hiện hiện tượng tảo nở hoa, do thiếu oxy trong nước, sự gián đoạn của chuỗi thức ăn, làm chết cá và động vật thủy sinh, gia tăng lượng khí nhà kính.
Trên thực tế, các trang trại hiện nay có quy mô nhỏ, mang tính chất chấp vá, thiết bị chuồng trại chưa đầu tư đồng bộ, hệ thống xử lý môi trường chưa được đầu tư thỏa đáng còn nhiều khiếm khuyết. Đa số vấn đề môi trường của các trang trại chăn nuôi đều gây tình trạng ô nhiễm ở nhiều mức độ khác nhau nhất là ở các cơ sở chăn nuôi tập trung và tại các địa phương có chăn nuôi phát triển. Nhưng để phát triển cần chăn nuôi theo hướng tập trung, chăn nuôi trang trại mà vẫn đảm bảo giải quyết vấn đề ô nhiễm môi trường từ các chất thải. Các nhà khoa học Canada đã cho ra đời con lợn biến đổi gien đầu tiên "thân thiện với môi trường". Con lợn với tên gọi Enviropig này là kết quả của quá trình "thai nghén" kéo dài hơn 10 năm của nhóm nghiên cứu thuộc Đại học Guelph ở Ontario. 

## Đặc điểm
Bằng kỹ thuật chuyển gen, các nhà khoa học đã tạo ra một loại lợn có tên là Enviropig hay Frankenswine. Đây là giống lợn môi trường nó có khả năng trẻ hóa, xử lý phosphor có hiệu quả. Nói ngắn gọn hơn là trong phân và nước tiểu của lợn Enviropig có chứa phytale (một dạng phosphor) thấp nên không gây ô nhiễm môi trường, không giết hại động vật phù du, tảo và gây ảnh hưởng đến môi trường sinh thái nước. Để tạo ra loại lợn Enviropig các nhà khoa học đã bổ sung một loại khuẩn E.coli và DNA của chuột vào phôi bào lợn. Quá trình chuyển gen này làm cho lợn xử lý phosphor tốt ngay trong quá trình tiêu hóa nên giảm được tới 75% phosphor thải ra ngoài qua đường phân và nước tiểu.
Enviropig là loại heo đầu tiên (giống Yorkshire) có thể tiêu hóa được phytate, ra đời bằng cách tăng cường gen, các tuyến nước bọt của nó có thể bài tiết enzyme phytase. Đã có 8 thế hệ lợn Enviropig có khả năng tiêu hóa phytate từ các loại thực phẩm dạng hạt khác nhau. Cách mà heo Enviropig có thể tiêu hóa được phytate trong khẩu phần ăn được tóm tắt như sau:
- Bước 1 tạo enzyme: Khi heo ăn vào, các gen khuẩn Escherichia coli được cấy ghép trong tuyến nước bọt của nó bắt đầu kích hoạt sản xuất phytase.
- Bước 2 bẻ gãy chất gây ô nhiễm: Emzyme Phytase bắt đầu bẻ gãy phytate thành phosphate tiêu hóa được trong miệng heo.
- Bước 3 thải phân ra ngoài: Do không cần phải bổ sung thêm phospho nên mỗi con heo Enviropig sẽ bài tiết ít hơn từ 30-65% phospho so với những con heo bình thường khác.

So với những con lợn thuộc giống Yorkshire bình thường, lợn Enviropig có ưu điểm là phân của nó chứa ít chất phosphorus hơn nên hạn chế gây ô nhiễm nguồn nước. Nhờ được cấy gien đảm trách việc sản xuất men phytase ở vi khuẩn E.coli, lợn Enviropig có thể tự sản xuất phytase giúp tiêu hóa phosphorus tốt hơn và phân của chúng chứa ít chất độc này hơn, theo kết quả thu được trong quá trình thử nghiệm. Lợn biến đổi gien có hình dạng, quá trình tăng trưởng và chất lượng thịt không khác gì lợn Yorkshire bình thường. Hytate là một dạng phospho hữu cơ chứa từ 1-5% trong các loại hạt. Bằng phương pháp chuyển gen phytase. Trong nước bọt của những con heo này chứa enzyme phytase cho phép heo có thể tiêu hóa phospho, hầu hết nguồn phospho chứa nhiều trong nguyên liệu thức ăn như bắp, lúa, lúa mì, đậu nành